# Port lotniczy Wielki Kajman
Port lotniczy Wielki Kajman – port lotniczy zlokalizowany na wyspie Wielki Kajman (Kajmany). Czwarty co do wielkości aeroport tego terytorium.

## Linie lotnicze i połączenia
| Linia lotnicza | Kierunek                |
| -------------- | ----------------------- |
| Cayman Airways | 1. Miami 2. Mały Kajman |